# Aeroportul Will Rogers World
Aeroportul Will Rogers World (IATA: OKC, ICAO: KOKC, FAA LID: OKC) este un aeroport din Oklahoma, Statele Unite ale Americii ce deservește zona Oklahoma City. Aeroportul a fost tranzitat în 2023 de 4.400.049 de pasageri.
Situat la o altitudine de 395 m, aeroportul dispune de 4 piste.

## Infrastructură

### Piste
Eroare Lua în Modul:Runway la linia 21: attempt to concatenate local 'surface' (a nil value)